# لوتشيان فيليب
لوتشيان فيليب (بالرومانية: Lucian Filip)‏ (25 سبتمبر 1990 بكرايوفا في رومانيا - ) هو لاعب كرة قدم روماني في مركز الوسط. شارك مع منتخب رومانيا تحت 17 سنة لكرة القدم ومنتخب رومانيا تحت 19 سنة لكرة القدم ومنتخب رومانيا تحت 21 سنة لكرة القدم. أما مع النوادي، فقد لعب مع أونيريا أورزيتشيني ونادي ستيوا بوخارست وكونكورديا كياجنا ونادي ستيوا بوخارست الثاني ‏ وACS Olimpic Snagov ‏ وFC Gloria Buzău ‏.

## وصلات خارجية
- لوتشيان فيليب على موقع الاتحاد الأوربي (الإنجليزية)
- لوتشيان فيليب على موقع قاعدة بيانات كرة القدم.إي يو (الإنجليزية)
- لوتشيان فيليب على موقع Soccerway.com (الإنجليزية)
- لوتشيان فيليب على موقع عالم كرة القدم.نت (الإنجليزية)
- لوتشيان فيليب على موقع AS.com (الإسبانية)